# André Feldhaus
André Feldhaus (* 2. Oktober 1975 in Münster) ist ein deutscher Filmmusikkomponist und Songwriter.

## Leben
Nach einer klassischen Klavierausbildung war Feldhaus in den 1990er Jahren Sänger und Gitarrist der deutschen Punkband Mother’s Ruin und studierte an der Ruhr-Universität Bochum und an der Universität Bremen.
Seit Ende der 1990er Jahre hat André Feldhaus für zahlreiche Kino- und Fernsehproduktionen die Filmmusik geschrieben. Darunter sind mehrere Reisereportagen von Gerd Ruge, der WWF-kritische Dokumentarfilm Der Pakt mit dem Panda von Wilfried Huismann, sowie weitere Produktionen für WDR, NDR, Radio Bremen und arte.
Weitere Arbeiten umfassen unter anderem die Musik für Teuflische Jahre, das filmische Porträt des pardon-Gründers Hans A. Nikel, den Dokumentarspielfilm Remarque  – sein Weg zum Ruhm mit Max von Thun und Esther Zimmering, und Von Kamen nach Corleone zum gleichnamigen Buch von Petra Reski. Anfang 2014 fand Nordstrand seinen Weg in die Kinos. Der Spielfilm von Florian Eichinger mit der Musik von André Feldhaus wurde im Jahr zuvor für den Max-Ophüls-Preis nominiert. Feldhaus schrieb ebenfalls die Musik zum Tatort Die Wiederkehr (Regie: Florian Baxmeyer) und für den Kinospielfilm 4 Könige von Theresa von Eltz, der 2016 mit dem Deutschen Filmpreis in Bronze ausgezeichnet wurde.
Neben der Arbeit für Film und Fernsehen hat Feldhaus auch für die Bühne komponiert, beispielsweise für das Stück Die Brüder Grimm mit Martin Lüttge und Norbert Kentrup in den Titelrollen, das im Jahr 2000 an der bremer shakespeare company uraufgeführt und im Jahr 2007 von der Interessengemeinschaft der Städte mit Theatergastspielen ausgezeichnet wurde.
Im Oktober 2024 wurde Feldhaus Mitglied der Deutschen Filmakademie.

## Filmografie
- 1999: Coincidence (Regie: Erik Lange)
- 1999: Der Zauberer (Regie: Ulrike Lenz, Susanne Hensdieck)
- 2000: Die Zone (Regie: Erik Lange, Stefanie Donker)
- 2001: Zwanzig Minuten mit einem Engel (Regie: Radik Golovkov)
- 2002: Camping (Regie: Stella Eix)
- 2003: Eleghia (Regie: Radik Golovkov)
- 2003: Frizör (Regie: Ayhan Salar)
- 2003: Ich bin ein Doktor auf Expedition (Regie: Heidrun Mössner)
- 2004: A World Apart (Regie: Heide Gerstenberger, Januschka Lenk, Ulrich Welke)
- 2005: Luca’s Evangelium (Regie: Johann Sachs)
- 2005: Melatonin (Regie: Katrin Stahrenberg)
- 2005: Schwarze Maria (Regie: Vera Bongartz)
- 2006: Der Fährmeister (Regie: Jörg Bruhn)
- 2006: Der Traum des Gerold Janssen (Regie: Jörg Streese)
- 2006: Parade (Regie: Markus Wustmann)
- 2006: Stählerne Einsamkeit (Regie: Gabriel Pielke)
- 2007: Der Störfall (Regie: Klaus Martens) WDR
- 2007: Der volkseigene Bürgermeister (Regie: Barbara Keifenheim)
- 2007: Menschen Träume Taten (Regie: Andreas Stiglmayr)
- 2007: Notizen aus Kreienhoop (Regie: Marikke Heinz-Hoek)
- 2007: Schnappschuss mit Che (Regie: Wilfried Huismann) WDR
- 2008: Brennende Feder. Sehendes Herz. Nan Cuz, Malerin (Regie: Anja Krug-Metzinger) Radio Bremen / arte
- 2008: Feuerpause (Regie: Tim Garde)
- 2008: Remarque – Sein Weg zum Ruhm (Regie: Hanno Brühl)
- 2009: Gerd Ruge unterwegs: 100 Kilometer um Moskau (Regie: Gerd Ruge) WDR
- 2009: Streitfall Hartz IV – Ein Fall für Dietrich S. (Regie: Edeltraud Remmel) WDR
- 2009: Teuflische Jahre (Regie: Anja Krug-Metzinger) Radio Bremen / arte
- 2009: Über das Meer / Wangerooger Leben (Regie: Daniel Sponsel, Bernd Glawatty) Fernsehfassung: NDR
- 2010: Kai des Aufbruchs (Regie: Brigitte Krause)
- 2010: Kirchen, Kühe und Kalaschnikows. Rund um Moskau auf Landstraßen und Feldwegen (Regie: Gerd Ruge) WDR
- 2010: Lachsfieber (Regie: Wilfried Huismann, Arno Schumann) WDR
- 2010: Tagebuch eines Lagerkommandanten (Regie: Anja Krug-Metzinger) Radio Bremen / arte
- 2011: Der Pakt mit dem Panda (Regie: Wilfried Huismann) WDR
- 2011: Heimat ist… (Regie: Matti Bauer u. a.) Serie, NDR
- 2011: Nordkap (Regie: Gesa Knolle, Erik Lange)
- 2011: Von Kamen nach Corleone (Regie: Mathias Werth, Julia Krittian) WDR
- 2012: Der Traum-Lotse: Das Kino des Andrzej Wajda (Regie: Anja Krug-Metzinger) Radio Bremen / arte
- 2012: Linie 102 (Regie: Damian Schipporeit)
- 2012: Mütter und Töchter – Geliebte Feindinnen? (Regie: Marita Neher, Irene Höfer) NDR / arte
- 2013: Nordstrand (Regie: Florian Eichinger)
- 2013: Die Gelübde meines Bruders (Regie: Stephanie Weimar) Radio Bremen / arte
- 2013: Herr der Schiffe (Regie: Rainer Kahrs) Radio Bremen / Das Erste
- 2013: Kofferkinder – Zurückgelassen in der Türkei (Regie: Anke Kültür) Radio Bremen / Das Erste
- 2013: Oh Tannenbaum – Die Jagd nach der Nordmanntanne (Regie: Viktor Apfelbacher, Andy Lehmann) Radio Bremen / Das Erste
- 2014: Die Spur der Bombe (Regie: Egmont R. Koch) SWR / NDR / Das Erste
- 2014: Nächster Halt: Horizont (Regie: Markus Wustmann)
- 2014: Sylvette – Das Modell Picassos (Regie: Grit Lederer) Produktion: Medea Film Factory für und mit Radio Bremen / arte
- 2014: Wunder der Natur (Regie: Elmar Bartlmae, Corinna Hackenbroch u. a.) Serie, arte
- 2015: 4 Könige (Regie: Theresa von Eltz)
- 2015: Tatort: Die Wiederkehr (Regie: Florian Baxmeyer) Das Erste
- 2015: Café Waldluft (Regie: Matthias Koßmehl)
- 2015: Norddeutschland von oben (Regie: Marcus Fischötter) Serie, NDR
- 2015: Welt der Winde (Regie: Monika von Behr) Serie, arte
- 2016: Die Hände meiner Mutter (Regie: Florian Eichinger)
- 2019: Das Märchen von den zwölf Monaten (Regie: Frauke Thielecke)
- 2019: Die Ungewollten – Die Irrfahrt der St. Louis
- 2021: Die Liebe des Hans Albers (Regie: Carsten Gutschmidt)
- 2021: Martin und das Geheimnis des Waldes (Mazel a tajemství lesa)
- 2021: Der Geist im Glas
- 2022: Blauer Himmel weiße Wolken
- 2022: Gemeinsam nüchtern
- 2022: Rise up
- 2024: Gotteskinder (Regie: Frauke Lodders)